# Gaddsteklar
Gaddsteklar (Aculeata) är en systematisk grupp bland steklarna. I taxonomin ligger den mellan underordningen midjesteklar och olika överfamiljer. 

## Utseende
Gaddsteklarna kännetecknas framför allt av att honans äggläggningsrör ombildats, förbundits med en giftkörtel och blivit en gadd. Denna används för försvar och för att döda eller bedöva byten.  Äggen läggs från den ombildade äggläggarens bas. 
Myrfamiljen Formicidae saknar ofta gadd så de sprutar ut giftet direkt från bakkroppens spets.
Andra kännetecken är den insnörda midjan och de trådliknande (ibland brutna) antennerna.

## Vanor
Larverna är vanligtvis rovdjur, medan vuxna gaddsteklar oftast lever av söta växtsafter. Både larver och fullbildade djur hos humlor och honungsbin är dock vegetarianer, medan myrorna får betraktas som allätare.
Många gaddsteklar är sociala, vilket innebär att de bildar samhällen (myror, många humlor, honungsbin, getingar). De sociala gaddsteklarna har så kallade kaster: Honor (drottningar), hanar och arbetare. Dessa senare är mer eller mindre sterila honor. Gaddsteklarnas samhällen är oftast ettåriga, endast de befruktade honorna övervintrar för att bilda nya samhällen. Honungsbin och myror bildar dock fleråriga samhällen.
Många gaddsteklar är goda flygare.

## Överfamiljer och familjer (urval)
- Bin (Apoidea)
  - Långtungebin (Apidae). Till exempel sociala bin som honungsbin och humlor, men även många solitära arter.
  - Korttungebin (Colletidae)
  - Grävbin (Andrenidae)
  - Vägbin (Halictidae)
  - Sommarbin (Melittidae)
  - Buksamlarbin (Megachilidae)
- Vespoidea (Getingar, myror mm)
  - Planksteklar (Sapygidae)
  - Vägsteklar (Pompilidae)
  - Spindelsteklar (Mutillidae)
  - Myrsteklar (Tiphiidae)
  - Dolksteklar (Scoliidae)
  - Getingar (Vespidae). Inkluderar både sociala och solitära getingar.
  - Myror (Formicidae). Samhällsbildande steklar, som under större delen av sina liv saknar vingar.
- Chrysidoidea. Solitära steklar, som lever som yttre parasiter på larver av andra gaddsteklar.
  - Vedstritsteklar (Embolemidae)
  - Stritsäcksteklar (Dryinidae)
  - Dvärggaddsteklar (Bethylidae)
  - Guldsteklar (Chrysididae)
- Rovsteklar (Sphecoidea). Räknas ibland in i överfamiljen Apoidea.
  - Kackerlackesteklar (Ampulicidae). Lever på kackerlackor.
  - Grävsteklar (Sphecidae). Solitära steklar där honorna jagar spindlar eller insekter som förlamas och tjänar till föda åt larverna. De fullbildade djuren lever av blomnektar.
  - Crabronidae